# Galeomorphii

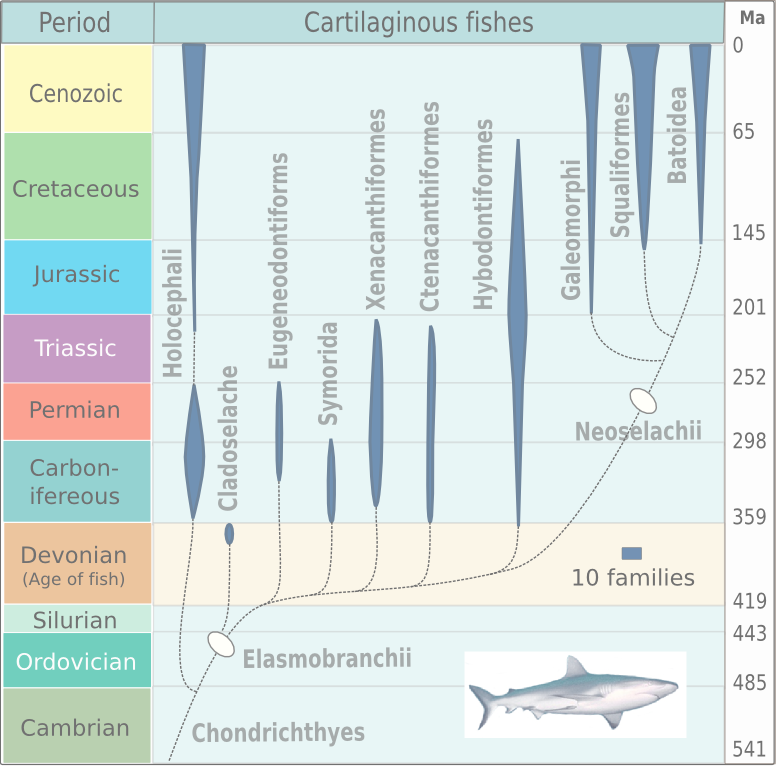
Еволюція риб

Галеоморфні (лат. Galeomorphii), або галеї (лат. galea) — надряд хрящових риб, до якого відносять усіх сучасних акул за винятком катранових. Об'єднує 23 родин із 300 видів. Поділяється на 4 ряди: 
різнозуба акула (Heterodontiformes), воббегонгоподібні (Orectolobiformes), ламноподібні (Lamniformes) і кархариноподібні (Carcharhiniformes). Інша назва — галейні акули (англ. galean sharks).